# Oued Chiffa
L'oued Chiffa est une rivière d'Algérie. Elle naît dans l'Atlas blidéen, près et au nord de Médéa, passe par la ville de Chiffa ; s'unit à l'oued Djer pour former le Mazafran, et se jette dans la mer à 8 kilomètres de Sidi-Fredj.